# زمرات عصبية
الزمرات العصبية هي وحدات ترميز الذاكرة في مستوى الشبكة في الحصین، وهي منتظمة الوظيفة في أسلوب هرمي قاطع. واكتسب الباحثون الذين يدرسون دور الزمرات العصبية بصيرة واطلاعًا على عملية تخزين الذكريات في الدماغ. تشير أدلة البحث أن تذكُّر الأحداث لا يتم من خلال تذكُّر التفاصيل الدقيقة للأحداث، ولكن من خلال استرجاع صور مختارة تعتمد على الأهمية الإدراكية. تُمكِّن هذه العملية الدماغ من الاحتفاظ بسعة تخزين كبيرة كما تُسهِّل التفكير التجريدي والتعميم. كما أثبت البحث أن الأنماط الحقيقية لآثار الذاكرة، المُختزنة في الزمرات العصبية، يمكن وصفها حسابيًا وتصورها مباشرةً وفك شفرتها بشكل حيوي.

## المجموعات العصبية
يتفق علماء الأعصاب إلى حد بعيد أن المجموعات العصبية تنقل المعلومات بفعالية أكثر من النيورونات المفردة. استطاع الباحثون رسم أنماط مميزة للأنشطة العصبية في الحصين يتم تنشيطها بواسطة أحداث مختلفة. تكررت أنماط النشاط المرتبطة بخبرات مذهلة معينة بعفوية، في فترات تراوحت بين الثواني والدقائق بعد وقوع الحدث الحقيقي، لدرجة أنها أظهرت مسارات مشابهة، من ضمنها الشكل الهندسي المميز، ولكنها ذات سعة أصغر من استجابتها الأصلية.

## وصلات خارجية
- SciAm.com - 'The Memory Code', Joe Z. Tsien, ساينتفك أمريكان (June 17, 2007)